# Municipio de Cadiz
El municipio de Cádiz (en inglés: Cadiz Township) es un municipio ubicado en el condado de Harrison en el estado estadounidense de Ohio. En el año 2010 tenía una población de 3689 habitantes y una densidad poblacional de 40,84 personas por km².

## Geografía
El municipio de Cádiz se encuentra ubicado en las coordenadas 40°16′5″N 81°2′50″O / 40.26806, -81.04722. Según la Oficina del Censo de los Estados Unidos, el municipio tiene una superficie total de 90.32 km², de la cual 88.92 km² corresponden a tierra firme y (1.55%) 1.4 km² es agua.

## Demografía
Según el censo de 2010, había 3689 personas residiendo en el municipio de Cádiz. La densidad de población era de 40,84 hab./km². De los 3689 habitantes, el municipio de Cádiz estaba compuesto por el 88.4% blancos, el 7.73% eran afroamericanos, el 0.03% eran amerindios, el 0.3% eran asiáticos, el 0.03% eran isleños del Pacífico, el 0.24% eran de otras razas y el 3.28% pertenecían a dos o más razas. Del total de la población el 0.76% eran hispanos o latinos de cualquier raza.